# Leopold Rothmund
Leopold Rothmund (* 7. Juli 1879 in Donaueschingen; † 6. Mai 1967 in Stuttgart) war ein deutscher Wasserbauingenieur und Hochschullehrer.  Auf ihn gehen die Rothmundsche Tauchschleuse, ein Gleichgewichtshebewerk für hohe und niedere Schiffahrtsstufen, und eine Schleusenstudie ohne Wasserverbrauch zurück.

## Leben
Rothmund studierte von 1899 bis 1905 Bauingenieurwesen an der Technischen Hochschule Karlsruhe, wo er seit dem Wintersemester 1899/1900 der Karlsruher Burschenschaft Tulla angehörte, und an der Technischen Hochschule München. Anschließend ging er in den Staatsdienst und arbeitete bei der Oberdirektion für Wasser- und Straßenbau im Großherzogtum Baden. Ab 1922 leitete er dort die Abteilung für Kraftwerksbau, die das Rudolf-Fettweis-Werk an der Murg (Nordschwarzwald), die Schwarzenbachtalsperre und das Schluchseewerk plante.
1924 wurde er auf den Lehrstuhl für Wasserbau der Technischen Hochschule Stuttgart berufen. Von 1932 bis 1934 war er Rektor der Hochschule. Rothmund projektierte den Neckar-Donau-Kanal, eine Schifffahrtsstraße von der Donau zum Neckar über die Schwäbische Alb für einen Donau-Bodensee-Kanal und für die Schifffahrt am Hochrhein unter Umgehung des Rheinfalls. Angestoßen durch dieses ehrgeizige Projekt befasste er sich mit der Entwicklung einer Schleuse ohne Wasserverbrauch. Das Gleichgewichts-Schiffshebewerk mit pendelndem Druckluftbetrieb kann als Folge seiner Studie betrachtet werden.
1947 wurde er emeritiert, aber übernahm nach dem Tod seines Nachfolgers Erwin Marquardt von 1955 bis 1957 nochmals die Vorlesungen für Wasserbau an der Hochschule.

## Schriften
- Schleusen ohne Wasserverbrauch. In: Festschrift der Technischen Hochschule Stuttgart zur Vollendung ihres ersten Jahrhunderts 1829–1929. Julius Springer, Berlin 1929, S. 339–383.
- Wasserbau und Naturschutz. (= Reden und Aufsätze, Band 7; hrsg. von der Technischen Hochschule Stuttgart) Bonz, Stuttgart 1931.
- Die Schleuse ohne Wasserverbrauch. In: Schweizerische Bauzeitung, 66. Jahrgang 1948, Nr. 42 (vom 16. Oktober 1948), S. 573–580. (Digitalisat auf e-periodica.ch)
- Die Rothmundsche Tauchschleuse. Ein neues Schiffshebewerk im Vergleich mit den in Deutschland bestehenden Gleichgewichtshebewerken. Stuttgart 1955.